# Georges Simenon
Georges Joseph Christian Simenon (Liegi, 13 febbraio 1903 – Losanna, 4 settembre 1989) è stato uno scrittore belga di lingua francese vallone, autore di numerosi romanzi, noto al grande pubblico soprattutto per avere inventato il personaggio di Jules Maigret, commissario di polizia francese.
Tra i più prolifici scrittori del XX secolo, Simenon era in grado di produrre fino a ottanta pagine al giorno. A lui si devono centinaia di romanzi e racconti, molti dei quali pubblicati sotto diversi pseudonimi. La tiratura complessiva delle sue opere, tradotte in oltre cinquanta lingue e pubblicate in più di quaranta Paesi, supera i settecento milioni di copie. Secondo l'Index Translationum, un database dell'UNESCO che raccoglie tutti i titoli tradotti nei Paesi membri, Georges Simenon è il diciassettesimo autore più tradotto di tutti i tempi e il terzo di lingua francese dopo Jules Verne e Alexandre Dumas (padre).
Nonostante la sua opera abbia intrecciato diversi generi e sottogeneri letterari, dal romanzo popolare al romanzo d'appendice passando dal noir e dal romanzo psicologico, Simenon è noto soprattutto per essere l'ideatore del commissario Maigret, protagonista di racconti e romanzi polizieschi.
Simenon iniziò la sua carriera di scrittore a poco meno di sedici anni, a Liegi, come giornalista nella sua città natale. Negli anni venti, trasferitosi a Parigi, divenne un prolifico autore di narrativa popolare. Negli anni trenta raggiunse la fama grazie al personaggio del commissario Maigret, i cui racconti e romanzi furono i primi a essere pubblicati con il suo vero nome; sino ad allora infatti, Simenon aveva pubblicato opere sotto pseudonimo, usandone decine: il più ricorrente era Georges Sim. Fu quella la svolta nella carriera letteraria di Simenon che, fino agli anni settanta, produsse un considerevole numero di romanzi (gialli e no) che lo rendono uno degli autori più tradotti e più letti del XX secolo. Nonostante l'enorme successo commerciale, la critica letteraria è sempre stata indecisa riguardo a una sua possibile classificazione, tanto che, benché la produzione poliziesca di Simenon riguardi una parte relativamente minoritaria della sua opera, egli è ricordato per lo più come un prolifico autore di romanzi gialli.
Lo stile di scrittura di Simenon è caratterizzato, nonostante il vocabolario scarno e la rinuncia a qualsiasi finezza letteraria, da atmosfere molto dense. Il suo lavoro arriva, nelle sue stesse parole, dal "popolo nudo", dall'uomo che viene alla luce dietro tutte le possibili maschere. La storia di Simenon è ripercorribile sia nelle sue opere di finzione sia nei diversi romanzi autobiografici. La sua vita privata era instabile: a parte i suoi due matrimoni Simenon ebbe numerose relazioni. Nel corso della sua vita cambiò trentatré residenze, tra Belgio, Francia, Canada, Stati Uniti e Svizzera.

## Biografia

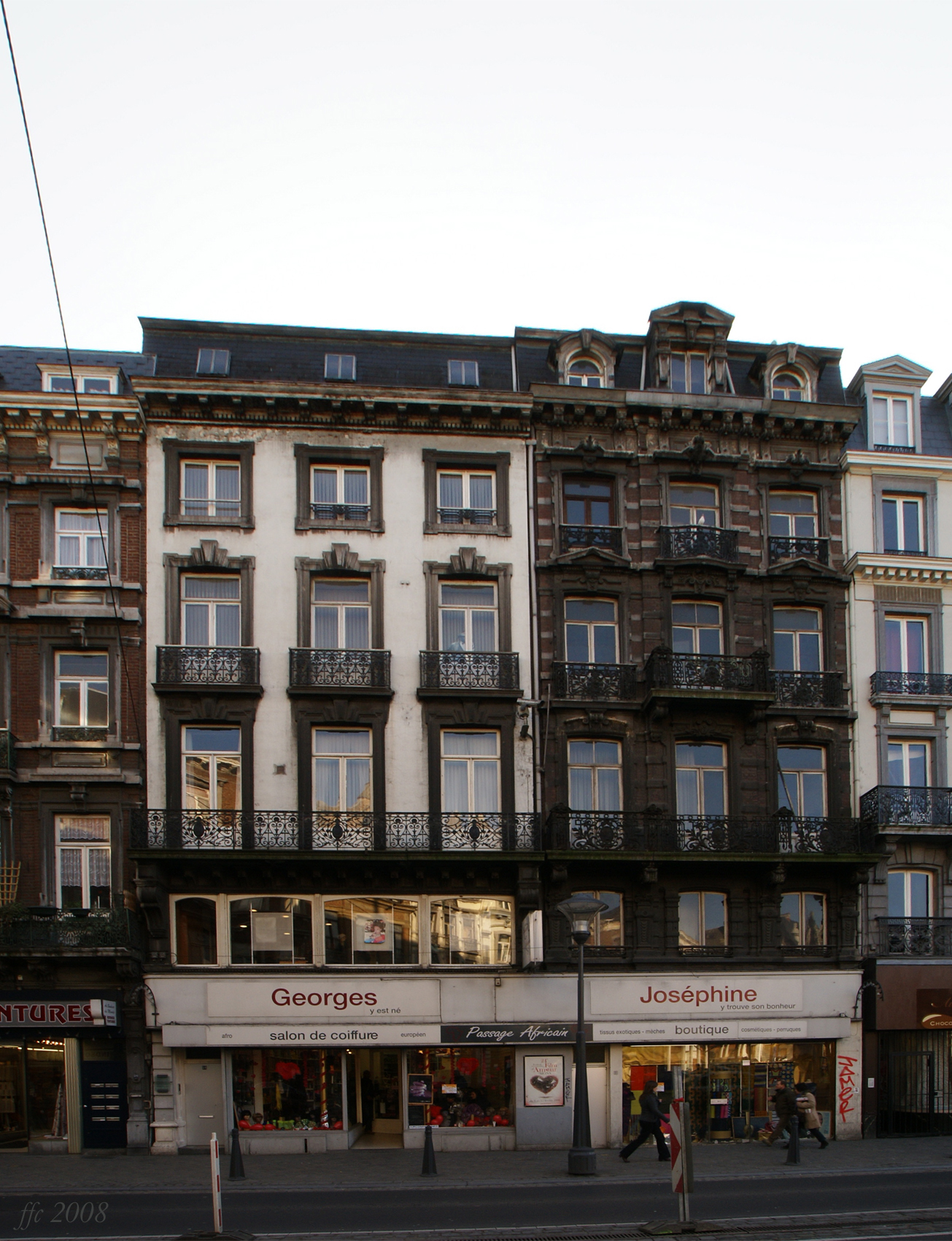
La casa natale di Simenon, a Liegi, al numero 26 di rue Léopold (oggi numero 24)

Simenon nasce a Liegi, in rue Léopold, venerdì 13 febbraio 1903, da Henriette Brüll, una casalinga di estrazione borghese, e Désiré Simenon, un contabile. All'anagrafe locale venne registrato come se fosse nato il giorno prima, giovedì 12 febbraio, perché il giorno venerdì 13 era considerato di cattivo auspicio dalla madre, che implorò il marito di fare una falsa dichiarazione per non mettere il bambino sotto il segno della sventura. Nonostante questo superstizioso incidente, l'arrivo di questo primo figlio riempie i genitori e specialmente il padre di gioia. Georges da bambino non gode di ottima salute e proprio la cagionevole salute del piccolo è uno dei numerosi motivi di scontro tra le famiglie, o meglio i clan, Simenon e Brüll: l'autore belga ricorderà in numerose interviste e in diversi romanzi autobiografici il suo rapporto con i genitori e le rispettive famiglie di origine, venerando e forse mitizzando il padre Désiré e i Simenon e sottolineando, se mai ce ne fosse stato bisogno, il suo difficilissimo rapporto con Henriette, una madre "morbosamente emotiva, ma insensibile alle emozioni degli altri".

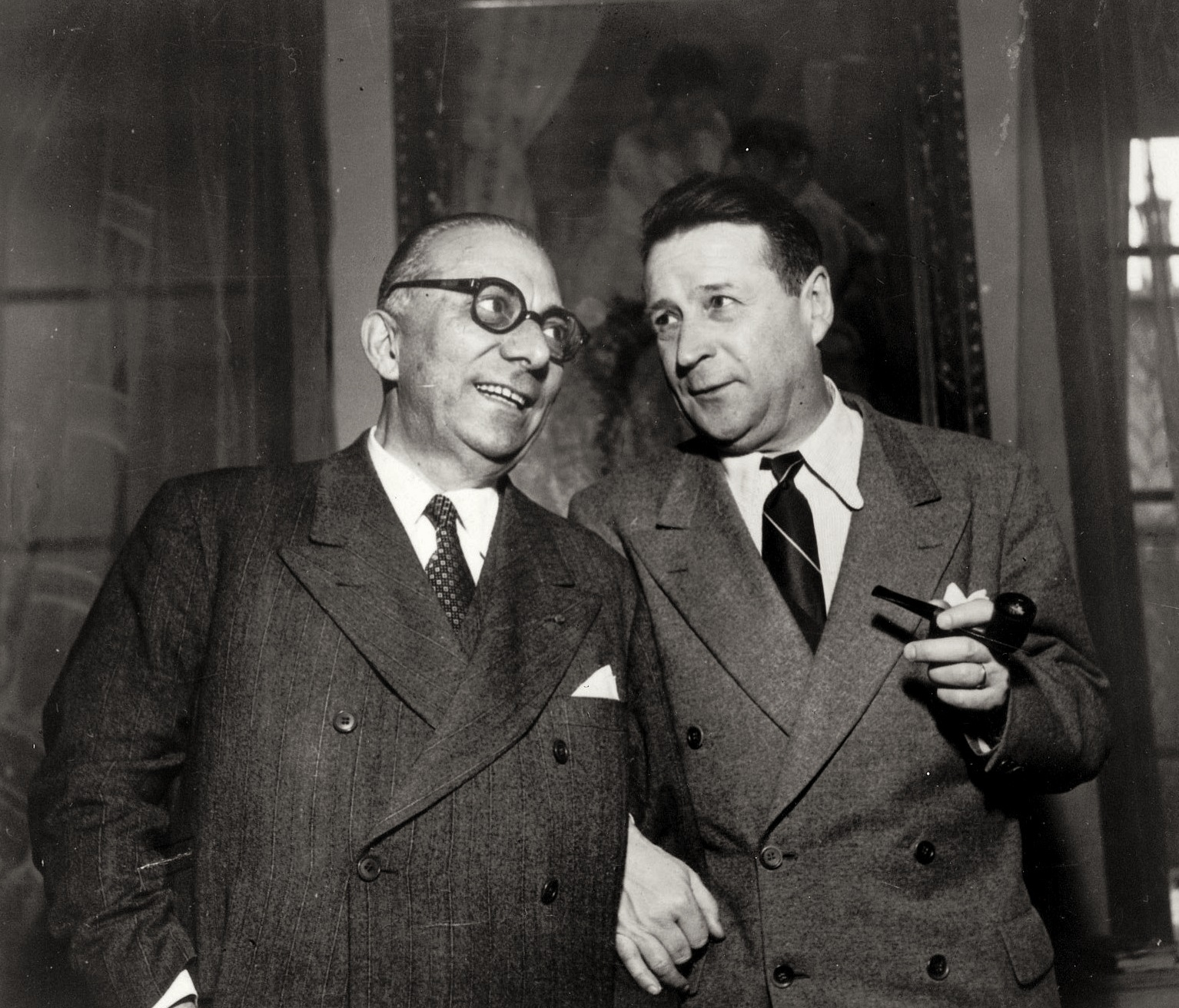
Lo scrittore (a destra) con l'editore Arnoldo Mondadori

Georges Simenon frequenta con ottimi risultati vari istituti scolastici retti dai Fratelli delle Scuole Cristiane. In quegli anni adolescenziali, fatti di nuove esperienze, Simenon si ribella alle restrizioni imposte dai religiosi e sin da allora comincia il suo graduale allontanamento dalla Chiesa cattolica e dalla religione. È attratto dalla lettura fin da ragazzo, in particolar modo dalle opere dei Dumas (padre e figlio), di Dickens, Balzac, Stendhal, Conrad e Stevenson, e dai testi classici. Nel 1919 entra come cronista alla Gazette de Liège, dove rimane per oltre tre anni firmando con lo pseudonimo di Georges Sim. Contemporaneamente collabora con altre riviste e all'età di diciotto anni pubblica il suo primo romanzo. Dopo la morte del padre, nel 1922, si trasferisce a Parigi, dove inizia a scrivere utilizzando vari pseudonimi; già nel 1923 collabora con una serie di riviste (almeno 14) pubblicando racconti settimanali: la sua produzione letteraria è notevole e nell'arco di tre anni scrive oltre 750 racconti. Le sue capacità letterarie gli assicurano un rapido successo economico. Contemporaneamente decide di intraprendere la strada del romanzo commerciale e negli anni tra il 1925 e il 1930 pubblica oltre 170 romanzi con vari editori (Ferenczi, Tallandier, Fayard), tutte opere sotto vari pseudonimi, dei quali i più ricorrenti sono Georges Sim, Jean du Perry, Gom Gut, Christian Brulls, Georges Martin-Georges e molti altri. Impiega pochi giorni per scrivere un romanzo e utilizza vari nomi per rivenderli a diversi editori; gli anni di scrittore sotto pseudonimo sono una sorta di apprendistato, in attesa di scrivere "letteratura impegnata".
Nel 1928 intraprende un lungo viaggio, prima sulla chiatta Ginette, quindi sul cutter Ostrogoth, lungo i canali navigabili francesi, da cui trae ispirazione per la realizzazione di numerosi reportage; i canali e i paesaggi piatti e brumosi della Francia del Nord ricorreranno poi in molti dei suoi romanzi e racconti, polizieschi e no. Nel 1929, in una serie di novelle scritte per la rivista Détective, appare per la prima volta il personaggio del commissario Maigret. Nel 1931 si avvicina al mondo del cinema: Jean Renoir e Jean Tarride producono i primi due film tratti da suoi romanzi, Il mistero del crocevia e Il cane giallo.

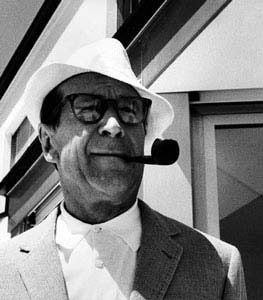
Georges Simenon nel 1963

Assieme alla prima moglie Régine Renchon, detta Tigy, intraprende lunghi viaggi per il mondo per tutta la durata degli anni trenta. Nel 1939 nasce il primo figlio, Marc. Nel 1940 si trasferisce a Fontenay-le-Comte in Vandea, non lontano da La Rochelle: durante la guerra si occupa dell'assistenza ai rifugiati belgi e nello stesso periodo intrattiene una lunga corrispondenza epistolare con André Gide. A causa di un'errata diagnosi medica, Simenon si convince di non avere ancora molti anni da vivere e questo lo spinge a scrivere le sue memorie, dedicate al figlio Marc e raccolte nel romanzo autobiografico Pedigree.
La fine della guerra coincide in Francia con la caccia ai collaborazionisti: accuse poi rivelatesi infondate sfiorano Simenon, che preferisce trasferirsi negli Stati Uniti, prima in Texas poi nel Connecticut, mentre il fratello Christian, condannato a morte in contumacia per collaborazionismo, ripara, su consiglio di Georges, nella Legione straniera francese, ove troverà la morte in combattimento nel 1947 nella guerra d'Indocina: una morte di cui la madre - con la quale, come si è detto, Georges Simenon aveva un difficilissimo rapporto - lo riterrà sempre responsabile. Negli Stati Uniti conosce Denyse Ouimet, che diventerà la sua seconda moglie e madre di tre suoi figli (John, Marie-Jo e Pierre). Torna in Europa negli anni cinquanta, prima in Costa Azzurra e quindi in Svizzera, a Epalinges nei dintorni di Losanna. Nel 1960 presiede la giuria della tredicesima edizione del festival di Cannes: i film in concorso quell'anno sono memorabili, da A casa dopo l'uragano di Minnelli a L'avventura di Antonioni, da La fontana della vergine di Bergman a Violenza per una giovane di Buñuel. Tra i fischi del pubblico, vengono assegnati il Premio della giuria al film di Antonioni e la Palma d'oro a La dolce vita di Federico Fellini; tra Simenon e il regista riminese nasce una lunga e duratura amicizia. Dopo pochi anni Simenon si separa da Denyse Ouimet e, in seguito a una piccola caduta, assume una domestica perché lo accudisca nelle faccende domestiche: è Teresa Sburelin, di origini friulane, che gli resterà accanto fino alla sua morte.
Simenon era anche noto per essere un "playboy" e per tradire spesso le sue compagne ufficiali, soprattutto nella seconda parte della sua vita: affermava infatti di aver avuto rapporti sessuali occasionali - spesso più di una volta al giorno - con circa diecimila donne; a chi si mostrava scettico su questa cifra, ritenendola una vanteria o una grossolana esagerazione, rispondeva (come nel celebre epistolario con l'amico Federico Fellini, il quale cercava fonti d'ispirazione per il suo film su Casanova), spiegando che la stragrande maggioranza di queste donne, circa ottomila, erano prostitute e che anche le altre erano quasi tutte di estrazione sociale inferiore alla sua: domestiche, cantanti (una ancora non celebre Joséphine Baker), ballerine (tra cui una giovanissima Nadia Cassini), spogliarelliste e cameriere. Ripeteva che "non si tratta assolutamente di un vizio, non sono un maniaco sessuale, ma sento il bisogno di comunicare", e che fare sesso per lui era come "respirare". Lo scrittore era inoltre un fumatore accanito e un forte bevitore.
Nel 1972, dopo aver pubblicato Maigret e il signor Charles, lo scrittore annuncia sul quotidiano francese 24 heures che non scriverà più e infatti da allora inizia l'epoca dei dettati: Simenon registra su nastri magnetici le parole che aveva deciso di non scrivere più. Nei tardi anni settanta le condizioni di salute di Simenon sono precarie, ma questo riduce solo in parte la sua produzione letteraria. Nel 1978 la figlia Marie-Jo muore suicida; nel 1980 Simenon rompe la promessa fatta otto anni prima e scrive di suo pugno il romanzo autobiografico Memorie intime, dedicato alla figlia, della quale spargerà le ceneri nel giardino della sua casa svizzera. Georges Simenon muore a 86 anni a Losanna nel 1989 per una recidiva di un tumore al cervello, malattia che aveva superato con successo qualche tempo prima.

## Stile narrativo
La narrativa di Simenon è caratterizzata da storie nelle quali i personaggi, quasi sempre umili o appartenenti alla piccola borghesia, ma anche ricchi e rinomati, si trovano coinvolti in vicende drammatiche. Pur utilizzando uno stile narrativo asciutto e poco incline a estetismi letterari, le sue opere dimostrano una notevole capacità di ritrarre con arguta psicologia vicende dal sapore profondamente umano. Con Simenon si giunge alla borghesizzazione del racconto giallo: piccoli uomini spersi nelle traversie della vita passano sotto la lente di un osservatore attento e analitico, che nelle sue opere non si dilunga in descrizioni favolistiche di luoghi e persone, ma anzi a esse dedica spesso poche e asciutte, anche se esaustive, righe. Tutto è crudo e brutalmente trasparente, tutto è nuda realtà.

Simenon a Milano nel 1957 presso il vicolo dei Lavandai in Porta Ticinese

La sua popolarità è dovuta soprattutto ai settantacinque romanzi e ai ventotto racconti che vedono come protagonista il commissario Maigret. In tali romanzi polizieschi Simenon si discosta dagli schemi dell'inchiesta per tracciare suggestivi ritratti psicologici e per evocare con efficacia le atmosfere parigine o quelle grigie e stagnanti della provincia francese. Le inchieste di Maigret sono in realtà la paziente ricostruzione della verità umana, per arrivare all'antefatto che ha causato il dramma, e con esso alle prove per poter incastrare il colpevole.
In tal senso Simenon già dagli anni trenta imprime una svolta irreversibile nella storia del romanzo giallo: con Simenon, cioè, la domanda che ci si pone, che si pone l'investigatore e di conseguenza il lettore, si sposta ormai definitivamente dal chi è stato del giallo classico all'inglese, al perché, al cosa è successo nell'esistenza di una persona per portarla fino alla soglia irreversibile del delitto. L'attenzione dell'autore non è più centrata, come in altri autori di romanzi gialli, sulla costruzione di un meccanismo perfetto, di un enigma apparentemente insolubile che si sciolga magicamente nella sorpresa finale. Importante per Simenon è raccontare una vicenda umana, attraversata da un dramma, da un delitto, anche se ricostruita attraverso i passi che deve muovere un poliziotto per scoprire alla fine che il dramma è tale non solo per la vittima, ma anche per l'assassino.
Tra i romanzi scritti da Simenon dove non figura Maigret è doveroso ricordare:
- Il treno: è la storia di Marcel, grigio padre di famiglia, che all'avvicinarsi dell'invasione tedesca nella seconda guerra mondiale lascia la sua cittadina nelle Ardenne e s'imbarca su un treno di profughi, diretto verso la Francia ancora libera; sul treno verrà separato dalla moglie incinta e dalla figlia, e conoscerà una profuga ebrea con la quale nascerà una storia di passione e sospensione dalla realtà, storia che esalterà la dignità della donna e la meschinità di Marcel.
- Tre camere a Manhattan: una storia avvincente e tetra, in cui non mancano colpi di scena, fotografie di vite squallide, persone insensibili, ma anche un amore; è stato scritto nel periodo in cui l'autore fu travolto dalla passione per la donna che poi diverrà la sua seconda moglie, Denyse Ouimet.
- L'uomo che guardava passare i treni: è la storia del signor Popinga che colto nella routine della sua vita "perfetta" guarda passare i treni della notte con le tendine abbassate "sul segreto dei viaggiatori", finché un giorno prenderà anch'egli il treno della fuga da tutto e da tutti, per vestire i panni dell'omicida braccato dalla polizia di mezza Europa.
- I fantasmi del cappellaio (Les Fantômes du chapelier): il cappellaio Labbé gestisce un negozio nella cittadina francese di La Rochelle e appare agli occhi di tutti come un borghese rispettabile. Proprio per questo nessuno può immaginare che è lui l'omicida seriale che sta sconvolgendo tutto il paese. Tuttavia, una persona sembra nutrire dei sospetti su di lui: è il sarto armeno Kachoudas, che ha il negozio proprio di fronte al suo.

Tra i numerosi riconoscimenti ottenuti è doveroso ricordare il Mystery Writers of America Grand Master, ricevuto nel 1966.
Molti dei suoi romanzi sono divenuti film, sceneggiati e serie televisive.

## Opere

### Ciclo del commissario Maigret
- Pietr-le-Letton (maggio 1931)[21]
- Le charretier de "La Providence" (marzo 1931)
- Monsieur Gallet, décédé (febbraio 1931)
- Le pendu de Saint-Pholien (febbraio 1931)
- La tête d'un homme (agosto 1931)
- Le chien jaune (marzo 1931)
- La nuit du carrefour (giugno 1931)
- Un crime en Hollande (luglio 1931)
- Au Rendez-Vous des Terre-Neuvas (agosto 1931)
- La danseuse du Gai-Moulin (settembre 1931)
- La guinguette à deux sous (dicembre 1931)
- L'ombre chinoise (gennaio 1932)
- L'affaire Saint-Fiacre (febbraio 1932)
- Chez les Flamands (marzo 1932)
- Le port des brumes (maggio 1932)
- Le fou de Bergerac (aprile 1932)
- Liberty Bar (luglio 1932)
- L'écluse n. 1 (aprile 1933)
- Maigret (marzo 1934)
- Les nouvelles enquêtes de Maigret (ottobre 1936-agosto 1938, in vol. 1944)[22].
  - L'affaire du Boulevard Beaumarchais (25 ottobre 1936)
  - La péniche aux deux pendus (1º novembre 1936)
  - La fenêtre ouverte (8 novembre 1936)
  - Peine de mort (15 novembre 1936)
  - Les larmes de bougie (22 novembre 1936)
  - Rue Pigalle (29 novembre-6 dicembre 1936)
  - Monsieur Lundi (20 dicembre 1936)
  - Une erreur de Maigret (3 gennaio 1937)
  - Jeumont, 51 minutes d'arrêt! (1937, ma 1944)
  - Mademoiselle Berthe et son amant (29 aprile 1938)
  - Tempête sur la Manche (20 maggio 1938)
  - Le notaire de Châteauneuf (17 giugno 1938)
  - L'improbable Monsieur Owen (15 luglio 1938)
  - Ceux du Grand-Café (12 agosto 1938)
  - L'étoile du Nord (30 settembre 1938)
  - L'auberge aux noyés (11 novembre 1938)
  - Stan le tueur (23 dicembre 1938)
  - La vieille dame de Bayeux (3 febbraio 1939)
  - L'amoureux de Madame Maigret (28 luglio 1939)
- L'homme dans la rue (15-22 dicembre 1940)
- Vente à la bougie (20-27 aprile 1941)
- Les caves du Majestic (ottobre 1942)
- La maison du juge (ottobre 1942)
- Cécile est morte (ottobre 1942)
- Signé Picpus (gennaio 1944)
- Menaces de mort (8 marzo-12 aprile 1942)
- Félicie est là (gennaio 1944)
- L'inspecteur Cadavre (gennaio 1944)
- La pipe de Maigret (giugno 1947)
- Maigret se fâche (luglio 1947)
- Maigret à New York (luglio 1947)
- Le témoignage de l'enfant de chœur (ottobre 1947)
- Le client le plus obstiné du monde (ottobre 1947)
- Maigret et l'Inspecteur Malgracieux (ottobre 1947)
- On ne tue pas les pauvres types (ottobre 1947)
- Les vacances de Maigret (giugno 1948)
- Maigret et son mort (maggio 1948)
- La première enquête de Maigret (1913) (febbraio 1949)
- Mon ami Maigret (giugno 1949)
- Maigret chez le coroner (ottobre 1949)
- Maigret et la vieille dame (febbraio 1950)
- L'amie de Madame Maigret (maggio 1950)
- Un Noël de Maigret (marzo 1951)
- Les Mémoires de Maigret (gennaio 1951)
- Maigret au Picratt's (aprile 1951)
- Maigret en meublé (luglio 1951)
- Maigret et la grande perche (ottobre 1951)
- Maigret, Lognon et les gangsters (febbraio 1952)
- Le revolver de Maigret (settembre 1952)
- Maigret et l'homme du banc (gennaio 1953)
- Maigret a peur (luglio 1953)
- Maigret se trompe (novembre 1953)
- Maigret à l'école (marzo 1954)
- Maigret et la jeune morte (giugno 1954)
- Maigret chez le ministre (gennaio 1955)
- Maigret et le corps sans tête (giugno 1955)
- Maigret tend un piège (ottobre 1955)
- Un échec de Maigret (settembre 1956)
- Maigret s'amuse (marzo 1957)
- Maigret voyage (dicembre 1957)
- Les scrupules de Maigret (giugno 1958)
- Maigret et les témoins récalcitrants (marzo 1959)
- Une confidence de Maigret (settembre 1959)
- Maigret aux Assises (maggio 1960)
- Maigret et les vieillards (novembre 1960)
- Maigret et le voleur paresseux (novembre 1961)
- Maigret et les braves gens (aprile 1962)
- Maigret et le client du samedi (novembre 1962)
- Maigret et le clochard (gennaio-marzo 1963)
- La colère de Maigret (ottobre-dicembre 1963)
- Maigret et le fantôme (luglio 1964)
- Maigret se défend (novembre 1964)
- La patience de Maigret (novembre 1965)
- Maigret et l'affaire Nahour (dicembre 1966)
- Le voleur de Maigret (aprile 1967)
- Maigret à Vichy (gennaio 1968)
- Maigret hésite (1968)
- L'ami d'enfance de Maigret (novembre 1968)
- Maigret et le tueur (ottobre 1969)
- Maigret et le marchand de vin (febbraio 1970)
- La folle de Maigret (novembre 1970)
- Maigret et l'homme tout seul (maggio 1971)
- Maigret et l'indicateur (ottobre 1971)
- Maigret et Monsieur Charles (luglio 1972)

### Altri romanzi e racconti

#### Romanzi "duri"
- Le Relais d'Alsace (1931)

La locanda d'Alsazia, trad. Guido Cantini, Milano-Verona: A. Mondadori, 1933.
- Le Passager du Polarlys (1932; scritto nel 1930)

Il passeggero del "Polarlys", trad. Bianca Laureati, Milano: A. Mondadori, 1934; Il passeggero del Polarlys, trad. Annamaria Carenzi Vailly, Milano: Adelphi, 2016.
- Les Fiançailles de Mr. Hire (1933)

Il fidanzamento di Mr. Hire, trad. Guido Cantini, Mondadori, 1934; Il fidanzamento del signor Hire, trad. Giorgio Pinotti, Adelphi, 2003.
- Le Coup de lune (1933)

Il colpo di luna, trad. H. Majnoni d'intingano, Mondadori, 1934; Colpo di luna, trad. Marina Di Leo, Adelphi, 2004.
- La Maison du canal (1933)

La casa del canale, trad. Egidio Bianchetti, Mondadori, 1934; La casa sul canale, trad. Laura Frausin Guarino, Adelphi, 2005.
- L'Âne rouge (1932)

L'asino rosso, trad. Marise Ferro, Mondadori, 1934.
- Les Gens d'en face (1933)

Quelli di fronte, trad. Egidio Bianchetti, Mondadori, 1934: Le finestre di fronte, trad. Paola Zallio Messori, Adelphi, 1985.
- Le Haut Mal (1933)

Il delitto della signora Pontreau, trad. Giorgio Monicelli, Mondadori, 1934; Il grande male, trad. Barbara Bertoni, Adelphi, 2015.
- L'Homme de Londres (1934; serializzato fra 1933 e 1934)

L'inglese, trad. Giorgio Monicelli, Mondadori, 1934; trad. Elena Cantini, ivi, 1962; L'uomo di Londra, trad. Giorgio Pinotti, Adelphi, 1999.
- Le Locataire (1934; serializzato fra 1933 e 1934)

L'ospite di riguardo, trad. Elena Cantini, Mondadori, 1962; Il pensionante, trad. Laura Frausin Guarino, Adelphi, 2015.
- Les Suicidés (1934)

La fuga, trad. Guido Cantini, Mondadori, 1938.
- Les Pitard (1935; serializzato nel 1934)

I Pitard, trad. Guido Cantini, Mondadori, 1937; trad. Elena Vicari, Adelphi, 2000.
- Les Clients d'Avrenos (1935)

I clienti di Avrenos, trad. Bruno Just Lazzari, Mondadori, 1961; trad. Federica Di Lella e Maria Laura Vanorio, Adelphi, 2014.
- Quartier nègre (1935)

Quartiere negro, trad. Liala, Mondadori, 1937.
- L'Évadé (1936; serializzato nel 1935)

L'evaso, trad. Egidio Bianchetti, Mondadori, 1938.
- Long Cours (1936; serializzato col titolo Le Couple traquéfra 1935 e 1936)

Il cargo, trad. Giorgio Monicelli, Mondadori, 1952; Cargo, trad. Marco Bevilacqua, Adelphi, 2006.
- Les Demoiselles de Concarneau (1936; serializzato fra 1935 e 1936)

Le signorine di Concarneau, trad. Alfredo Segre, Mondadori, 1938; trad. Laura Frausin Guarino, Adelphi, 2013.
- 45° à l'ombre (1936; serializzato nel 1934)

45 gradi all'ombra, trad. Egidio Bianchetti, Mondadori, 1938.
- Le Testament Donadieu (1937)

Il testamento Donadieu, trad. Alfredo Segre, Mondadori, 1940; trad. Laura Frausin Guarino, Adelphi, 1988.
- L'Assassin (1937)

L'assassino, trad. Raffaella Fontana, Adelphi, 2011.
- Le Blanc à lunettes (1937)

Il bianco con gli occhiali, trad. Giancarlo Buzzi, Mondadori, 1967.
- Faubourg (1937; serializzato nel 1936)

Periferia, trad. Sergio Morando, Mondadori, 1961; Faubourg, trad. Massimo Romano, Adelphi, 2013.
- Ceux de la Soif (1938; scritto nel 1935)

Gli assetati, trad. Franco Roberto, Mondadori, 1953; Hôtel del ritorno alla natura, trad. Giandonato Crico, Adelphi, 1989.
- Chemin sans issue (1938)

Senza via di scampo, trad. Eliana Vicari, Adelphi, 2008.
- Les Rescapés du Télémaque (1938; serializzato nel 1937)

I superstiti del "Telemaco", trad. Alessandro Chiavolini, Mondadori, 1948; I superstiti del Télémaque, trad. Simona Mambrini, Adelphi, 2020.
- Les Trois Crimes des mes amis (1938; serializzato nel 1937)

I tre delitti dei miei amici, trad. Sarah Cantoni, Mondadori, 1967; trad. Pia Cigala Fulgosi, in Pedigree e altri romanzi, Adelphi, 2021.
- Le Suspect (1938)

L'uomo sospetto, trad. Sarah Cantoni, Mondadori, 1953; Il sospettato, trad. Marina Karam, Adelphi, 2019.
- Les Sœurs Lacroix (1937)

Le sorelle Lacroix, trad. Marise Ferro, Mondadori, 1960; trad. Federica e Lorenza Di Lella, Adelphi, 2022.
- Touristes de Bananes ou Les Dimanches de Tahiti (1938) [prima serializzato su Paris-Soir col titolo Tomates de Tahiti]

Turista da banane o Le domeniche di Tahiti, trad. Laura Frausin Guarino, Adelphi, 1996.
- Monsieur La Souris (1938) o Pére la Souris (serializzato nel 1937)

La trovata di La Souris, trad. Bruno Just Lazzari, Mondadori, 1959.; Il Sorcio, trad. Simona Mambrini, Adelphi, 2017.
- La Marie du port (1938; scritto nel 1937)

Maria del porto, trad. Giorgio Monicelli, Mondadori, 1949; La Marie del porto, trad. Gabriella Luzzani, Adelphi, 1992.
- L'Homme qui regardait passer les trains (1938)

Treni nella notte, trad. Sem Schlumper, Mondadori, 1952; L'uomo che guardava passare i treni, trad. Paola Zallio Messori, Adelphi, 1991.
- Le Cheval-Blanc (1938)
- Le Coup-de-Vague (1939; serializzato fra 1938 e 1939)

Le zie, trad. Francesco Rigamonti, Mondadori, 1969; La fattoria del Coup de Vague, trad. Simona Mambrini, Adelphi, 2021.
- Chez Krull (1939)

Casa Krull, trad. Grazia Bonomini Magrini, Mondadori, 1965; La casa dei Krull, trad. Simona Mambrini, Adelphi, 2017.
- Le Bourgmestre de Furnes (1939)

Il borgomastro di Furnes, trad. Bruno Just Lazzari, Mondadori, 1960; trad. Tea Turolla, Adelphi, 1994.
- Malempin (1940; serializzato nel 1939)

Ricordi proibiti, trad. Roberto Cantini, Mondadori, 1960; Malempin, trad. Francesco Tatò, in Pedigree e altri romanzi, Adelphi, 2021.
- Les Inconnus dans la maison (1940; serializzato fra 1939 e 1940)

Gli sconosciuti in casa, trad. Sarah Cantoni, Mondadori, 1951; Gli intrusi, trad. Laura Frausin Guarino, Adelphi, 2000.
- Cour d'Assises (scritto nel 1937, uscito nel 1941)

Corte d'Assise, trad. Massimo Romano e Alberto Mittone, Adelphi, 2010.
- Bergelon (1941)

Bergelon, trad. Elena Cantini, Mondadori, 1964; Il dottor Bergelon, trad. Laura Frausin Guarino, Adelphi, 2022.
- L'Outlaw (1941)

Il fuorilegge, trad. Glauco di Salle, Mondadori, 1948.
- Il pleut bergère... (1941)

Piove, pastorella!, trad. Giannetto Bongiovanni, Mondadori, 1948; Pioggia nera, trad. Carmen Tomeo, Adelphi, 2002.
- Le Voyageur de la Toussaint (1941)

La cassaforte dei Mauvoisin, trad. Elena Cantini, Mondadori, 1963; Il viaggiatore del giorno dei Morti, trad. Laura Frausin Guarino, Adelphi, 1999.
- La Maison des sept jeunes filles (1941)
- Oncle Charles s'est enfermé (1942)
- La Veuve Couderc (scritto nel 1940, uscito nel 1942)

La vedova Couderc, trad. Gilberto Rossa, Mondadori, 1959; trad. Edgardo Franzosini, Adelphi, 1993.
- Le Fils Cardinaud (1942)

Sangue alla testa, trad. Federico Federici, Mondadori, 1957; Il signor Cardinaud, trad. Sergio Arecco, Adelphi, 2020.
- La Vérité sur Bébé Donge (scritto nel 1940, serializzato nel 1941, in libro nel 1942)

La verità su Bébé Donge, trad. Decio Cinti, Mondadori, 1953; trad. Marco Bevilacqua, Adelphi, 2001.
- Le mystère du Gros-Noyer (1942), poi Les Rapports du gendarme (1944)

Il rapporto del gendarme, trad. Franco Cannarozzo, Mondadori, 1958.
- La Fenêtre des Rouet (1945)

La finestra dei Rouet, trad. Elena Cantini, Mondadori, 1962; trad. Federica Di Lella e Maria Laura Vanorio, Adelphi, 2009.
- La Fuite de Monsieur Monde (1945)

La fuga del signor Monde, trad. Franco Cannarozzo, Mondadori, 1959; trad. Federica Di Lella e Maria Laura Vanorio, Adelphi, 2011.
- L'Aîné des Ferchaux (1945)

Il segretario, trad. Bruno Just Lazzari, Mondadori, 1962; Il primogenito dei Ferchaux, trad. Laura Frausin Guarino, Adelphi, 2002.
- Les Noces de Poitiers (a puntate nel 1945, libro nel 1946)

Provinciali a Parigi, trad. Carlo Castellaneta, Mondadori, 1959.
- Trois Chambres à Manhattan (1946)

Tre camere a Manhattan, trad. Torquato Padovani, Mondadori, 1951; trad. Laura Frausin Guarino, Adelphi, 1998.
- Le Cercle des Mahé (1946)

Il clan dei Mahé, trad. Laura Frausin Guarino, Adelphi, 2006.
- Au bout du rouleau (1947)

Partita perduta, trad. Roberto Cantini, Mondadori, 1961.
- Lettre à mon juge (1947)

Lettera al mio giudice, trad. Dario Mazzone, Adelphi, 1990.
- Le Clan des Ostendais (1946)

Il clan degli ostendesi, trad. Bruno Just Lazzari, Mondadori, 1966.
- Le Destin des Malou (1947)

Il destino dei Malou, trad. Torquato Padovani, Mondadori, 1952; trad. Federica Di Lella e Maria Laura Vanorio, Adelphi, 2012.
- Le Passager clandestin (1947)

Passeggero clandestino, trad. Bruno Just Lazzari, Mondadori, 1958.
- Le Bilan Malétras (1948)

I conti sbagliati di Malétras, trad. Elena Cantini, Mondadori, 1964.
- La Jument perdue (1948)

Il ranch della Giumenta perduta, trad. Alessandra Berello, Adelphi, 2010.
- La Neige était sale (1948)

La neve era sporca, trad. Mario Visetti, Mondadori, 1952; Monsieur Holst, Mondadori, 1966; Adelphi, 1991.
- Pedigree (1948)

Pedigree, trad. Giannetto Bongiovanni, Mondadori, 1954; con revisione di Anna Bassan Levi, Adelphi, 1987.
- Le Fond de la bouteille (1949)

Il fondo della bottiglia, trad. Bruno Just Lazzari, Mondadori, 1956; trad. Francesca Sala, Adelphi, 2018.
- Les Fantômes du chapelier (1949)

I fantasmi del cappellaio, trad. Franco Cannarozzo, Mondadori, 1956; trad. Laura Frausin Guarino, Adelphi, 1997.
- Les Quatre Jours du pauvre homme (1949)

I quattro giorni del pover'uomo, trad. Sarah Cantoni, Mondadori, 1957.
- Un nouveau dans la ville (1950)
- L'Enterrement de Monsieur Bouvet (1950)

I funerali del signor Bouvet, trad. Elena Cantini, Mondadori, 1962.
- Les Volets verts (1950)

Le persiane verdi, trad. Bruno Just Lazzari, Mondadori, 1957; trad. Federica Di Lella e Maria Laura Vanorio Berello, Adelphi, 2018.
- Tante Jeanne (1950)

La zia Jeanne, trad. Franco Cannarozzo, Mondadori, 1957.
- Le Temps d'Anaïs (1951), serializzato sul quotidiano Le Populaire de Paris col titolo L'auberge d'Ingrannes (dal 19 febbraio al 4 aprile 1951)

Ai tempi di Anais, trad. Carlo della Grivola, Mondadori, 1964.
- Une vie comme neuve (1951)
- Marie qui louche (1952)

Maria la strabica, trad. Elena Cantini, Mondadori, 1963; Marie la strabica, trad. Laura Frausin Guarino, Adelphi, 2019.
- La Mort de Belle (1952)

La morte di Belle, trad. Bruno Just Lazzari, Mondadori, 1958; trad. Laura Frausin Gaurino, Adelphi, 1994.
- Les Frères Rico (1952)

I fratelli Rico, trad. Bruno Just Lazzari, Mondadori 1958; trad. Marina Di Leo, Adelphi, 2014.
- Antoine et Julie (1953)

Piano inclinato, trad. Riccardo Mainardi, Mondadori, 1965.
- L'Escalier de fer (1953)

La scala di ferro, trad. Elena Cantini, Mondadori, 1963; trad. Laura Frausin Guarino, Adelphi, 2016.
- Feux rouges (1953)

Luci rosse, trad. Elena Artom, Mondadori, 1960; Luci nella notte, trad. Marco Bevilacqua, Adelphi, 2005.
- Crime impuni (1954)

Delitto senza castigo, trad. Michele Venturi, Mondadori, 1955; Delitto impunito, trad. Simona Mambrini, Adelphi, 2023.
- L'Horloger d'Everton (1954)

L'orologiaio di Everton, trad. Laura Frausin Guarino, Adelphi, 2005.
- Le Grand Bob (1954)

Il Grande Bob, trad. Elena Cantini, Mondadori, 1962; trad. Simona Mambrini, Adelphi, 2025.
- Les Témoins (1955)

I testimoni, trad. Maria Luisa Bonfanti, Mondadori, 1967.
- La Boule noire (1955)

La pallina nera, trad. Michele Venturi, Mondadori, 1972.
- Les Complices (1956)

I complici, trad. Laura Frausin Guarino, Adelphi, 2012.
- En case de malheur (1956)

La ragazza del peccato, trad. Federico Federici, Mondadori, 1958; In caso di disgrazia, trad. Laura Colombo, Adelphi, 2001.
- Le Petit Homme d'Arkhangelsk (1956)

L'omino di Arcangelo, trad. Paolo Proserpio, Mondadori, 1959; Il piccolo libraio di Archangelsk, trad. Massimo Romano, Adelphi, 2007.
- Le Fils (1957)

Il figlio, trad. Marise Ferro, Mondadori, 1959.
- Le Nègre (1957)

Il lungo uomo negro, trad. Roberto Cantini, Mondadori, 1960.
- Strip-tease (1958)
- Le Président (1958)

Il Presidente, trad. Roberto Cantini, Mondadori, 1960; trad. Luciana Cisbani, Adelphi, 2007.
- Le Passage de la ligne (1958)

La linea della fortuna, trad. Roberto Cantini, Mondadori, 1961.
- Dimanche (1959)
- La Vieille (1959)
- Le Veuf (1959)
- L'Ours en peluche (1960)

L'orsacchiotto, trad. Luisa Scandolo, Mondadori, 1967; trad. Laura Frausin Guarino, Adelphi, 2023.
- Betty (1960)

Betty, trad. Elena Cantini, Mondadori, 1978; trad. Gabriella Luzzani, Adelphi, 1991.
- Le Train (1961)

Il treno, trad. Renata Debenedetti, Mondadori, 1966; trad. Massimo Romano, Adelphi, 2003.
- La Porte (1962)

La porta, trad. Laura Frausin Guarino, Adelphi, 2024.
- Les Autres (1962)

Gli altri, trad. Laura Frausin Guarino, Adelphi, 2021.
- Les Anneaux de Bicêtre (1963)

L'ottavo giorno, trad. Elena Cantini, Mondadori, 1966; Le campane di Bicêtre, trad. Laura Frausin Guarino, Adelphi, 2009.
- La Chambre bleue (1964)

La camera azzurra, trad. Marina Di Leo, Adelphi, 2003.
- L'Homme au petit chien (1963)

L'uomo del cagnolino, trad. Sarah Cantoni, Mondadori, 1966.
- Le Petit Saint (1965)

Piccolo santo, trad. Riccardo Mainardi, Mondadori, 1966; L'angioletto, trad. Marina Di Leo, Adelphi, 2010.
- Le Train de Venise (1965)
- Le Confessionnal (1966)
- La Mort d'Auguste (1966)

La morte di Auguste, trad. Laura Frausin Guarino, Milano, Adelphi, 2025, ISBN 978-88-459-4005-7.
- Le Chat (1967)

Il gatto, trad. Gabriella Cioffi Raiti, Mondadori, 1969; trad. Marco Bevilacqua, Adelphi, 2010.
- Le Déménagement (1967)

Il trasloco, trad. Laura Guarino, Mondadori, 1968.
- La Prison (1968)

La prigione, trad. Elena Cantini, Mondadori, 1969; trad. Simona Mambrini, Adelphi, 2024.
- La Main (1968)

La mano, trad. Simona Mambrini, Milano, Adelphi, 2021.
- Il y a encore des noisetiers (1969)

Germogliano sempre i noccioli, trad. Elena Cantini, Mondadori, 1971.
- Novembre (1969)
- Le Riche Homme (1970)

Il ricco, trad. Elena Cantini, Mondadori, 1971.
- La Disparition d'Odile (1971)
- La Cage de verre (1971)
- Les Innocents (1972)

#### Dettati autobiografici e memorie
- Je me souviens (1945)
- Quand j'étais vieux (1970)
- Lettre à ma mère (1974)

Lettera a mia madre, trad. Giovanni Mariotti, Adelphi, 1985.
- Mémoires intimes suivis du Livre de Marie-Jo (1981)

Memorie intime. Seguito dal Libro di Marie-Jo, trad. Laura Frausin Guarino, Adelphi, 2003.
Simenon pubblicò una serie di dettati autobiografici, Les Dictées, che consta di 21 volumi.
- I Un homme comme un autre (1975)

Un uomo come un altro, trad. Doretta Chioatto, Collana Arcobaleno, Mondadori, 1981.
- II Des traces de pas (1975)
- III Les Petits Hommes (1976)
- IV Vent du Nord, vent du Sud (1976)
- V Un banc au soleil (1977)
- VI De la cave au grenier (1977)
- VII À l'abri de notre arbre (1977)
- VIII Tant que je suis vivant (1978)
- IX Vacances obligatoires (1978)
- X La Main dans la main (1978)
- XI Au-delà de ma porte-fenêtre (1978)
- XII Je suis resté un enfant de chœur (1979)
- XIII À quoi bon jurer? (1979)
- XIV Point-virgule (1979)
- XV Le Prix d'un homme (1980)
- XVI On dit que j'ai soixante-quinze ans (1980)
- XVII Quand vient le froid (1980)
- XVIII Les Libertés qu'il nous reste (1980)
- XIX La Femme endormie (1981)
- XX Jour et Nuit (1981)
- XXI Destinées (1981)

#### Volumi di racconti
- Les 13 Mystères, 1932 (13 racconti della serie Les Enquetes de Joseph Leborgne, usciti a puntate nel 1929 sulla rivista Détective dal 21 marzo al 27 giugno 1929)
  - L'impareggiabile signor Leborgne, trad. di Guido Cantini ed Anita Ripamonti Ruhl, Collana Gialli Economici n.13, Milano, Mondadori, 8 aprile 1934. [manca solo 1 dei 13 racconti]
- Les 13 Énigmes, 1932 (13 racconti)
  - in L'impareggiabile signor Leborgne, Milano, Mondadori, 8 aprile 1934. [solo 7 racconti]
- Les 13 Coupables, 1932 (14 racconti apparsi su Détective dal 13 marzo al 19 giugno 1930)
  -  I tredici colpevoli, traduzione di A. Lucchesi, Collana Gialli Economici n.15, Milano, Mondadori, 1934. [manca La nuit du Port Marie] - Collana Gialli Economici n.4, Mondadori, maggio 1949.
  -  I tredici colpevoli. Le inchieste del giudice Froget, Milano, Adelphi, 2025, ISBN 978-88-459-4038-5.
- La Mauvaise Étoile (1935, 11 racconti)
  - La cattiva stella e altri racconti, Milano, Adelphi, 2019. [Il comandante Philps e i maialini. Seguito dalla storia di due canachi e di una bella ragazza che voleva vedere Tahiti la Grande, L'arancio delle isole Marchesi, L'uomo che sparava ai topi, La testa di Joseph, Little Samuel a Tahiti]
- Le Petit Docteur, 1941 (scritti nel 1938, 13 racconti della serie Le inchieste di Jean Dollent, detto il piccolo dottore)
  - Il dottorino, trad. di Roberto Cantini, Milano, Club degli Editori, 1960. [10 dei 13 originali]
  - Il fiuto del dottor Jean e altri racconti, Milano, Adelphi, 2018. [4 racconti: Il fiuto del dottor Jean - La signorina in azzurro pallido - Una donna gettò un grido - Il fantasma del signor Marbe]
  - Il morto piovuto dal cielo e altri racconti, Milano, Adelphi, 2018. [4 racconti: Gli sposini del 1º dicembre - Il morto piovuto dal cielo - L'avventura galante dell'olandese - Il passeggero e il suo guardaspalle negro]
  - Il castello dell'arsenico e altri racconti, Milano, Adelphi, 2019. [5 racconti: La pista dell'uomo con i capelli rossi - L'Ammiraglio è scomparso - Il campanello d'allarme - Il castello dell'arsenico - L'uomo delle pantofole]
- Les sept minutes o G.7 (1938, 3 racconti)

Tre inchieste dell'ispettore G.7, Milano, Adelphi, 2015. [G7 - La notte dei sette minuti - Il Grand Langoustier - L'enigma della "Marie Galante"]
- Le dossier de l'Agence 0 (1943, 14 racconti)

L'uomo nudo e altri racconti (Adelphi, 2016, 3 racconti: Lo spioncino di Émile - Il capanno di legno - L'uomo nudo); Lo strangolatore di Moret e altri racconti (Adelphi, 2016, 3 racconti: L'arresto del musicista - Lo strangolatore di Moret - Il vecchio con il portamine); La fioraia di Deauville e altri racconti (Adelphi, 2017, 4 racconti: Le tre barche della caletta - La fioraia di Deauville - Il biglietto del métro - Émile a Bruxelles); Il Club delle Vecchie Signore e altri racconti (Adelphi, 2017, 4 racconti: Il prigioniero di Lagny - Il Club delle Vecchie Signore - Il dottor Beccamorti - Il ricatto dell'Agenzia O)
- Le Bateau d'Émile (1954, 7 racconti) Annette e la signora bionda e altri racconti (Adelphi, 2020, 1 racconto: La moglie del pilota), Lo scialle di Marie Dudon e altri racconti (Adelphi, 2021, 5 racconti: Il dito di Barraquier, Il Barone della chiusa ovvero La crociera del “Potam”, Il negro si è addormentato, La spilla a ferro di cavallo, Valérie se ne va, + Lo scialle di Marie Dudon, La vecchia coppia di Cherbourg, La ribellione del Canarino, Il destino del signor Saft, I centomila franchi della giovane signora), "Pena la morte e altri racconti" (Adelphi, 2022, 1 racconto: "Il peschereccio di Emile")
- La Rue aux trois poussins (1963, 14 racconti) Annette e la signora bionda e altri racconti (Adelphi, 2020, 7 racconti: Il buffone del Saint-Antoine, Il medico di Kirkenes, Il delitto dello Scorbutico, Il capitano del Vasco, La mattina dei tre funerali, La strada dei tre pulcini, Annette e la signora bionda, + La moglie del pilota)
- Nouvelles inattendues (1990, 6 racconti) La cattiva stella e altri racconti (Adelphi, 2019, 1 racconto: Il comandante Philps e i maialini. Seguito dalla storia di due canachi e di una bella ragazza che voleva vedere Tahiti la Grande)
- La Cantante di Pigalle e altri racconti (Trois nouvelles inédites, 1990), traduzione di Marina Di Leo, Collana gli Adelphi n.699, Milano, Adelphi, 2024, ISBN 978-88-459-3928-0. [contiene: Sette crocette per un taccuino (Sept petites croix dans un carnet, 1950); La Cantante di Pigalle (La chanteuse de Pigalle, 1952); Il manichino di legno (L'invalide à la tête de bois, 1952); Il primo premio (Le gros lot, 1952)]
- Nouvelles introuvables (1991, 18 racconti) La cattiva stella e altri racconti (Adelphi, 2019, 4 racconti: L'arancio delle isole Marchesi, L'uomo che sparava ai topi, La testa di Joseph, Little Samuel a Tahiti), Lo scialle di Marie Dudon e altri racconti (Adelphi, 2021, 5 racconti: Lo scialle di Marie Dudon, La vecchia coppia di Cherbourg, La ribellione del Canarino, Il destino del signor Saft, I centomila franchi della giovane signora)
- Simenon avant Simenon. Yves Jarry Détective aventurier (1999, 4 romanzi)
- Simenon avant Simenon. Maigret entre en scène (1999, 4 romanzi e 1 racconto)
- Simenon avant Simenon. Les Exploits de Monsieur Sancette (1999, 8 racconti)
- Nouvelles secrètes et policières, vol. 1: 1929-1938 (2014, 85 racconti)
- Nouvelles secrètes et policières, vol. 2: 1939-1953 (2014, 52 racconti)

#### Articoli di costume e brevi racconti su periodici
Su giornali e periodici, spesso con pseudonimi:
- "Gazette de Liège" (1919-22)
- "Noss' Pèron" (1921)
- "La Revue sincère" (1922-23)
- "Frou-frou" (1923-31)
- "Le Matin" (1923-26)
- "Le Sourire" (1923-26)
- "Sans-Gêne" (1923-28)
- "Gens qui rient" (1924-26)
- "L'Humour" e "L'Almanach de L'Humour" (1924+26)
- "Le Merle blanc" (1924-25)
- "Le Rire" (1924-25)
- "Miousic" (1924)
- "Paris-Flirt" (1924-26)
- "Paris-Soir" (1924-37)
- "Eve" (1925)
- "Paris-Plaisirs" (1925-31)
- "Lectures de quinzaine" (1926-27)
- "L'Aventure" (1927-29)
- "Ric et Rac" (1927-30)
- "La Vie Joyeuse" (1927)
- "Le Merle Rose" e "Le Reportage du Merle Rose" (1927)
- "Almanach de la Garçonne" (1927)
- "Le Petit Parisien" (1927 e 1937)
- "Détective" (1929-33)
- "La Jeunesse illustrées" (1931-32)
- "Vu" (1931)
- "Le Petit Journal" (1931)
- "L'Ami du Peuple" (1931)
- "La jeune France littéraire" (1932)
- "L'Eclair du Soir" (1932)
- "Le Figaro illustré" (1932)
- "Pour vous" (1932)
- "Voilà" (1932-33)
- "Aujourd'hui" (1933)
- "L'Intransigeant" (1933 e 1938)
- "Témoignages de notre temps" (1933)
- "Police et réportage" (1933)
- "Marianne" (1934-37)
- "Benjamin" (1934)
- "Le Jour" (1934-35)
- "Excelsior" (1934)
- "Je sais tout" (1934)
- "Le Courrier Royal" (1935-36)
- "Paris-Soir dimanche" (1936)
- "Le Petit Parisien" (1937)
- "Confessions" (1937)
- "Ouest-Eclair" (1937)
- "Le Point" (1938)
- "Match" (1938)
- "Police-roman" (1938-39)
- "Gringoire" (1939-41)
- "Notre cœur" (1940)
- "Tout et tout" (1941)
- "Vrai" (1941)
- "La Patrie" (1945)
- "Lectures de Paris" (1945)
- "France-soir" (1945-46)
- "The French Review" (1946)
- "Shadow Rock Farm" (1953)
- "La Table Ronde" (1955 e 1958)
- "Arts" (1956 e 1958)
- "Paris Review" (1957)
- "Marie-France" (1958)
- "Paris Actualité Littéraire" (1958)
- "Elle" (1962)

Anche le seguenti riviste contengono suoi inediti:
- "Cahiers Simenon" (1987-2023, 34 numeri di "Les amis de Georges Simenon" di Bruxelles) ISSN 0777-6640
  - 1. Simenon et le cinéma (1987), 143 pp.
  - 2. Les lieux de la mémoire (1988), 139 pp.
  - 3. Des doubles et des miroires (1989), 177 pp.
  - 4. Du petit reporter au grand romancier (1990), 137 pp.
  - 5. Le milieu littéraire (1991), 186 pp.
  - 6. Le nouvelliste et le conteur (1992), 133 pp.
  - 7. Le roman d'une amitié. Lettres avec Gilbert Sigaux 1954-82 (1993), 309 pp.
  - 8. Boire et manger (1994), 115 pp.
  - 9. Traversées de Paris (1995), 217 pp.
  - 10. Dix ans d'Amerique (1996), 105 pp.
  - 11. D'Afrique et d'ailleurs (1997), 103 pp.
  - 12. Histoires d'eaux (1998), 240 pp.
  - 13. Correspondance Jean Mambrino - Simenon 1951-88 (1999), 136 pp.
  - 14. Sous les feux de la critique (1925-45) (2000), 163 pp.
  - 15. Sous les feux de la critique II (1945-55) (2001), 168 pp.
  - 16. Les feux de la rampe (2002), 183 pp.
  - 17. Rapprochements et parallèles (2003), 194 pp.
  - 18. Une œuvre, une critique (2004), 245 pp.
  - 19. Demeures et logis (2005), 214 pp.
  - 20. De vive voix (2006), 121 pp.
  - 21. Situations ferroviaires (2007), 169 pp.
  - 22. Rapprochements et parallèles II (2008), 191 pp.
  - 23. Justice est faite? (2009), 160 pp.
  - 24. Petits docteurs et grands patrons (2010), 169 pp.
  - 25. Vous comprenez ce que je veux dire? (2011), 153 pp.
  - 26. Puissants et misérables (2012), 115 pp.
  - 27. Maigret autrement (2013), 157 pp.
  - 28. Vous avez dit luxurieux? (2014), 132 pp.
  - 29. Portraits de femmes (2015), 133 pp.
  - 30. Une géographie sentimentale (2017), 88 pp.
  - 31. Victimes et vaincus (2019), 131 pp.
  - 32. Simenon philosophe (2021), 112 pp.
  - 33. Le temps qui'il fait (2022), 96 pp.
  - 34. En marchant, en écrivant (2023), 144 pp.
- "Traces" (1989-2012, 20 numeri del "Centre d'études Georges Simenon" di Liegi)[23]
  - 1. Genèse et unité de l'œuvre (1989), 190 pp.
  - 2. Simenon (1990), 244 pp.
  - 3. Simenon et son temps (1991), 203 pp.
  - 4. Simenon (1992), 184 pp.
  - 5. Simenon et la biographie (1993), 184 pp.
  - 6. Simenon (1994), 211 pp.
  - 7. Les lieux et l'écrits (1995), 397 pp.
  - 8. Simenon (1996), 259 pp.
  - 9. Simenon et l'exotisme (1997), 327 pp.
  - 10. Simenon (1998), 452 pp.
  - 11. Modernité de Simenon? Style, narratologie, thématique (1999), 312 pp.
  - 12. Simenon (1999), 285 pp.
  - 13. Simenon à l'écran (2000), 153 pp.
  - 14. Simenon et son siècle (2002), 316 pp.
  - 15. Simenon et le roman (2003), 251 pp.
  - 16. Simenon et l'Afrique. Des reportages sur l'Afrique à la recherche d'un nouvel humanisme (2004), 349 pp.
  - 17. Les derniers romans (2005), 184 pp.
  - 18. Simenon (2010), 184 pp.
  - 19. Simenon (2011), 116 pp.
  - 20. Simenon (2012), 169 pp.
  - 21. Simenon (2014), 151 pp.
  - 22. Hommage à Michel Lemoine (2018), 182 pp.
  - 23. Simenon à l'écran (2020), 200 pp.
  - 24. Il avait appris à écrire. Incipit des romans de Georges Simenon (2020), 197 pp.
  - 25. L'épreuve de la honte (2021), 145 pp.
  - 26. En quête de Maigret (2021), 238 pp.
  - 27. Découvertes de l'imposture (2023), 155 pp.
- Cahiers de l'Herne n. 102: Georges Simenon, a cura di Laurent Demoulin (2013), 272 pp.

#### Reportages
- Marins pour rire, marins quand même (1931), poi in Simenon en bateau (2013)
- Europa 33, trad. di Federica e Lorenza Di Lella, Nota di Matteo Codignola, Collana Piccola Biblioteca n.758, Milano, Adelphi, 2020, ISBN 978-88-459-3513-8. [raccolta di scritti del 1933-34]
- Long cours sur les rivières et canaux (1937)
- Police-secours ou les nouveaux mystères de Paris (da "Paris-Soir, 6-16 febbraio 1937)
  - Pronto intervento: i nuovi misteri di Parigi, trad. di Jacopo De Michelis, Collana Margini n.19, Roma, Stampa Alternativa, 2000, ISBN 978-88-722-6542-0.
  - Dietro le quinte della polizia, trad. di Lorenza Di Lella e Maria Laura Vanorio, Nota di Ena Marchi, Collana Piccola Biblioteca n.786, Milano, Adelphi, 2022, ISBN 978-88-459-3736-1. [raccolta di articoli pubblicati fra 1933 e 1937]
- Mare nostrum ou La Méditerranée en goélette (9 articoli, 1939), poi in Simenon en bateau (2013)
  - Il Mediterraneo in barca, trad. di Giuseppe Girimonti Greco e Maria Laura Vanorio, Nota di Matteo Codignola, Collana Piccola Biblioteca n.740, Milano, Adelphi, 2019, ISBN 978-88-459-3393-6.
- L'Amérique en auto (1947), poi come Des phoques aux cocotiers et aux serpents à sonnette (2013)
  -  L'America in automobile, traduzione di Federica Di Lella e Maria Laura Vanorio, Nota di Ena Marchi, Collana Piccola Biblioteca n. 797, Milano, Adelphi, 2023, ISBN 978-88-459-3830-6. [composti fra 1946 e 1958]
- La Femme en France (1959, con foto di Daniel Frasnay)
- Mes apprentissages. Reportages 1931-1946, edizione stabilita e a cura di Francis Lacassin, Paris, Omnibus, 2001, ISBN 978-22-580-5623-7, pp.1053.
  - A la découverte de la France, Textes recueillis par Francis Lacassin et Gilbert Sigaux, Préface de Francis Lacassin, Union Générale d'Éditions, Paris, 1976.
    -  Una Francia sconosciuta, traduzione di Maria Laura Vanorio, Nota di Ena Marchi, Collana Piccola Biblioteca n.812, Milano, Adelphi, 2024, ISBN 978-88-459-3931-0.

  - A la recherche de l'homme nu, Textes recueillis par Francis Lacassin et Gilbert Sigaux, Préface et bibliographie de Francis Lacassin,  Union Générale d'Éditions, Paris, 1976.
  - A la rencontre des autres (1989)
- A margine dei meridiani, trad. di Giuseppe Girimonti Greco e Francesca Scala, Nota di Matteo Codignola, Collana Piccola Biblioteca n.773, Milano, Adelphi, 2021, ISBN 978-88-459-3613-5. [raccolta di scritti del 1935, 1939, 1976]

#### Lettere
- Sans trop pudeur. Correspondance 1938-50, con André Gide, 1973

Caro Maestro, Caro Simenon. Lettere 1938-1950, trad. e cura di Marco Vallora e Chiara Agostini, Milano, Archinto, 1989, ISBN 978-88-776-8013-6.
- Lettre à Frédéric Dard (1991)
- Lettres sur Balzac. Corrispondenza con André Jeannot (1994)
- A la conquête de Tigy. Lettres inédites 1921-1924 (1995)
- Carissimo Simenon, mon cher Fellini, édition établie et présentée par Claude Gauteur, préface de Jacqueline Risset, Paris, Ed. de l'Etoile-Cahiers du Cinéma, 1988

Carissimo Simenon, Mon cher Fellini. Carteggio di Federico Fellini e G. Simenon (1997), trad. di Emanuela Martini, A cura di Claude Gauteur e Silvia Sager, Prefazione di C. Gauteur, Collana Piccola Biblioteca n.420, Milano, Adelphi, 1998, ISBN 978-88-459-1406-5.

#### Discorsi e altro
- Se avessi fatto il medico, trad. e cura di Matteo Codignola, Piccola Biblioteca degli oggetti letterari, Milano, Edizioni Henry Beyle, 2023, ISBN 978-88-320-9471-8. [conferenza tenuta al IV Congresso della Federazione internazionale dei medici scrittori a Montreux nel 1962]
- Il romanziere, trad. e cura di Matteo Codignola, Piccola Biblioteca degli oggetti letterari, Milano, Henry Beyle, 2024, ISBN 978-88-320-9477-0. [discorso tenuto all'Istituto Francese a New York nel novembre 1945]

#### Altri volumetti più o meno d'occasione
- Au pont des Arches (1920, con lo pseudonimo Georges Sim), poi in Œuvres de jeunesse (1991)
- Jehan Pinaguet, histoire d'un homme simple (1921, con lo pseudonimo Georges Sim), poi in Œuvres de jeunesse (1991)
- Les ridicules, portraits (1921, con lo pseudonimo Georges Sim), poi in Œuvres de jeunesse (1991)
- Le bouton de col (1921, con lo pseudonimo Georges Sim, in collaborazione con Henri-J. Moers)
- Les larmes avant le bonheur (1924, con lo pseudonimo Georges Simm)
- Amour d'exilée (1924, con lo pseudonimo Jean du Perry)
- Le roman d'une dactylo (1924, con lo pseudonimo Jean du Perry)
- Perversité frivoles (1925, 20 racconti di autori diversi, di cui 3 di Simenon con gli pseudonimi Gom Gut, Kim e Poum et Zette)
- Conditions draconiennes (1925)
- M. Gustave (1925)
- Le capitaine Philps et les petits cochons (1925), poi in Nouvelles secrètes et policières', 1 (2014)
- La Prêtresse des Vaudoux (1925, con lo pseudonimo Charles Brulls)
- Étoile du cinéma (1925, con lo pseudonimo Georges d'Isly)
- L'Orgueil qui meurt (1925, con lo pseudonimo Georges Martin-Georges)
- Aux vingt-huit négresses (1925, con lo pseudonimo Gom Gut)
- Au Grand 13 (1925, 57 racconti brevi, tra cui 3 di Simenon già apparsi in riviste con gli pseudonimi Gom Gut e Kim)
- La noce à Montmartre (1925, con lo pseudonimo Gom Gut, apparso poi anche in 4 episodi su "Frou-frou" dal 7 al 28 luglio 1926 con il titolo Le dernier jour du Picratt's Bar)
- Plaisirs charnels (1925, 26 racconti libertini tra cui L'Homme qui voulait être cocu di Simenon con lo pseudonimo Gom Gut)
- Un viol aux «Quat'z'Arts» (1925, con lo pseudonimo Gom Gut)
- À l'assaut d'un cœur (1925, con lo pseudonimo Jean du Perry)
- L'heureuse fin... (1925, con lo pseudonimo Jean du Perry)
- L'oiseau blessé (1925, con lo pseudonimo Jean du Perry)
- La fiancée fugitive (1925, con lo pseudonimo Jean du Perry)
- Entre deux haines (1925, con lo pseudonimo Jean du Perry)
- Ceux qu'on avait oubliés... (1925, con lo pseudonimo Jean du Perry)
- Pour le sauver (1925, con lo pseudonimo Jean du Perry)
- Pour qui'il soit heureux... (1925, con lo pseudonimo Jean du Perry)
- Nox l'insaisissable (1926, con lo pseudonimo Christian Brulls)
- Liquettes au vent (1926, 33 racconti brevi di autori diversi, tra cui uno di Simenon con lo pseudonimo Gom Gut)
- Une petite très sensuelle (1926, con lo pseudonimo Gom Gut)
- Orgies bourgeoises (1926, con lo pseudonimo Gom Gut)
- L'homme aux douze étreintes (1926, con lo pseudonimo Gom Gut)
- L'orgueil d'aimer (1926, con lo pseudonimo Jean du Perry)
- Celle qui est aimée (1926, con lo pseudonimo Jean du Perry)
- Les yeux qui ordonnent (1926, con lo pseudonimo Jean du Perry)
- De la rue au bonheur (1926, con lo pseudonimo Jean du Perry)
- Nuit de noces suivi de Double noces et de Les Noces ardentes (1926, pseudonimo Luc Dorsan)
- Que ma mère l'ignore! (1926, con lo pseudonimo Jean du Perry)
- Un péché de jeunesse (1926, con lo pseudonimo Jean du Perry)
- Amour d'Afrique (1926, con lo pseudonimo Jean du Perry)
- Voluptueuses étreintes (1926, 18 racconti di diversi autori, tra cui Le danseur inconnu, già apparso con lo pseudonimo Kim su "La Sourire", 1924)
- Histoire d'un pantalon (1926, con lo pseudonimo Luc Dossan)
- Nichonette (1926, con lo pseudonimo Luc Dossan)
- Nini violée (1926, con lo pseudonimo Luc Dossan)
- La pucelle de Bénouville (1926, con lo pseudonimo Luc Dossan)
- Se Ma Tsien le sacrificateur (1926, con lo pseudonimo Christian Brulls)
- Mémoires d'un vieux Suiveur (1926, con lo pseudonimo Luc Dossan, 21 racconti già apparsi in "Frou-frou", "L'Humour" e "Paris-Plaisirs")
- L'envers d'une passion (1927, con lo pseudonimo Jean du Perry)
- Exilé sentimental (1927)
- Jacques d'Antifer, roi des îles du vent (1927, con lo pseudonimo Charles Brulls), poi come L'Héritier du corsaire (1934)
- Le Désert du froid qui tue (1927, con lo pseudonimo Charles Brulls), poi come Le Yacht Fantôme (1933)
- Défense d'aimer (1927, con lo pseudonimo Georges Sim)
- Le Cercle de la soif (1927, con lo pseudonimo Georges Sim), poi come Le Cercle de la mort (1933)
- Le Feu d'éteint (1927, con lo pseudonimo Georges Sim)
- Le Roi des glaces (1927, con lo pseudonimo Georges Sim)
- Les Voleurs de navires (1927, con lo pseudonimo Georges Sim)
- Paris leste (1927, con lo pseudonimo Georges Sim, 50 racconti brevi già apparsi in "Paris-Plaisirs")
- Un monsieur libidineux (1927, romanzo e 2 racconti: Trois personnages et l'amour e Une vraie jeune fille, con lo pseudonimo Georges Sim)
- Chair de beauté (1927, con lo pseudonimo Georges Sim)
- Etreintes passionnées (1927, con lo pseudonimo Gom Gut)
- Lili-Tristesse (1927, con lo pseudonimo Jean du Perry)
- Un tout petit cœur (1927, con lo pseudonimo Jean du Perry)
- Les Mannequins du docteur Cup (1927, con lo pseudonimo Luc Dorsan)
- Mademoiselle X... (1928, con lo pseudonimo Charles Brulls)
- Annie, danseuse (1928, con lo pseudonimo Christian Brulls)
- Miss Baby (1928, con lo pseudonimo Georges Sim)
- Dolorosa (1928, con lo pseudonimo Charles Brulls)
- Bobette et ses satyres (1928, con lo pseudonimo Bobette), poi come Histoire de trois satyres (1933, con lo pseudonimo Gom Gut)
- L'île empoisonnée (1928, con lo pseudonimo Christian Brulls)
- Haïr à force d'aimer (1928, con lo pseudonimo Georges Vialis)
- Un petit corps blessé (1928, con lo pseudonimo Gaston Vialis)
- Les Adolescents passionnés (1928, con lo pseudonimo Christian Brulls)
- L'étreinte tragique (1928, con lo pseudonimo Georges Vialio)
- Un soir de vertige... (1928, con lo pseudonimo Georges Martin-Georges)
- Le lac d'angoisse (1928, con lo pseudonimo Georges Sim), poi come Le Lac des esclaves (1933, con lo pseudonimo Christian Brulls)

Il lago dell'angoscia (1935)
- Le Monstre blanc de la Terre de Feu (1928, con lo pseudonimo Georges Sim), poi come L'île de la désolation (1933, con lo pseudonimo Christian Brulls)
- Brin d'amour (1928, con lo pseudonimo Georges Martin-Georges)
- Les cœurs vides (1928, con lo pseudonimo Georges Martin-Georges)
- Cabotine (1928, con lo pseudonimo Georges Martin-Georges)
- La Maison sans soleil (1928, con lo pseudonimo Georges Sim)
- Emma la Gaillarde (1928, con lo pseudonimo Sandor)
- Garde Clémentine (1928, con lo pseudonimo Luc Dorsan)
- Julius et sa négresse o La négresse déchainée (1928, con lo pseudonimo Jean Sandor)
- Le Monsieur du samedi (1928, con lo pseudonimo Luc Dorsan)
- Les Clients de Mme Marthe (1928, con lo pseudonimo Plick et Plock)
- Les Noces d'Arlette o Une orgie à Pithiviers (1928, con lo pseudonimo Jean du Perry)
- Un Homme ardent o Les douze baisers d'Arthur o La douzième entreinte (1928, con lo pseudonimo Gom Gut, probabilmente inedito)
- Une petite femme sincère (1928, con lo pseudonimo Sandor), poi come L'Amour a tous les étages (1929, con lo pseudonimo Gom Gut)
- Nez d'argent (1928, con lo pseudonimo Georges Sim), poi come Le Paria des bois sauvages (1933)
- Le Semeur de larmes (1928, con lo pseudonimo Georges Sim)
- Songes d'été (1928, con lo pseudonimo Georges Sim)
- Le Sang des gitanes (1928, con lo pseudonimo Georges Sim)
- Aimer l'amour (1928, con lo pseudonimo Georges Sim)
- Le Secret des lamas (1928, con lo pseudonimo Georges Sim)
- Les Maudits du Pacifique (1928, con lo pseudonimo Georges Sim)
- Le Sous-marin dans la forêt (1928, con lo pseudonimo Georges Sim)
- Les Cœurs perdus (1928, con lo pseudonimo Georges Sim)
- Les Nains des cataractes (1928, con lo pseudonimo Georges Sim)
- Une Môme dessalée (1928, con lo pseudonimo Gom Gut, attribuito, ma forse scritto da Renée Dunan)
- Madame veut un amant (1928, con lo pseudonimo Gom Gut)
- Les Distractions d'Hélène (1928, con lo pseudonimo Gom Gut)
- L'Amour à Montparnasse (1928, con lo pseudonimo Gom Gut)
- L'Amant fantôme (1928, con lo pseudonimo Gom Gut)
- Un seul baiser... (1928, con lo pseudonimo Jacques Dersonne)
- Les Amants de la mansarde (1928, con lo pseudonimo Jean du Perry)
- Le Fou d'amour (1928, con lo pseudonimo Jean du Perry)
- Un jour de soleil (1928, con lo pseudonimo Jean du Perry)
- Cœur exalté (1928, con lo pseudonimo Jean du Perry)
- Trois cœurs dans la tempête (1928, con lo pseudonimo Jean du Perry)
- Un petit poison (1928, con lo pseudonimo Kim)
- Des gens qui exagèrent (1928, con lo pseudonimo Poum et Zette)
- Une petite dessalée (1928, con lo pseudonimo Luc Dorsan)
- Seul parmi les gorilles (1928, con lo pseudonimo Christian Brulls)
- La Femme qui tue (1928, con lo pseudonimo Georges Sim)
- La Fiancée aux mains de glace (1928, con lo pseudonimo Georges Sim)
- Le chèri de tantine (1928, con lo pseudonimo Plick et Plock) o Le trio en folie (con lo pseudonimo Plick et Plock)
- Un drame au pôle Sud (1929, con lo pseudonimo Christian Brulls)
- Captain S.O.S. (1929, con lo pseudonimo Christian Brulls)
- Les pirates du Texas (1929, con lo pseudonimo Christian Brulls), poi come La chasse au whisky (1934)
- Rien que pour toi (1929, con lo pseudonimo Georges Violis)
- Lily-Palace (1929, con lo pseudonimo Christian Brulls)
- Aimer, mourir (1929, con lo pseudonimo Georges Martin-Georges)
- Trop beau pour elle! (1929, con lo pseudonimo Georges Violis)
- Le Parfum du passé (1929, con lo pseudonimo Gaston Vialis)
- Voleuse d'amour (1929, con lo pseudonimo Georges Martin-Georges)
- Nuit de Paris (1929, con lo pseudonimo Georges Martin-Georges)
- La Victime (1929, con lo pseudonimo Georges Martin-Georges)
- Une ombre dans la nuit (1929, con lo pseudonimo Georges Martin-Georges)
- Les Bandits de Chicago (1929, con lo pseudonimo Georges Sim)
- Les Contrebandiers de l'alcool (1929, con lo pseudonimo Georges Sim)
- L'amant sans nom (1928, con lo pseudonimo Christian Brulls)

La bella senza nome (Salani, 1933)
- Destinées (1929, con lo pseudonimo Georges Sim)

Un gentiluomo tra i banditi ("La Stampa" 14 marzo-3 maggio 1931)
- L'île des maudits (1929, con lo pseudonimo Georges Sim), poi come Le Naufrage du Pélican (1933)
- Le Gorille roi (1929, con lo pseudonimo Georges Sim)
- Le Chinois de San Francisco (1929, con lo pseudonimo Georges Sim)
- Le Roi du Pacifique (1929, con lo pseudonimo Georges Sim), poi come Le Bateau-d'Or (1935)
- Deuxième Bureau (1929, con lo pseudonimo Georges Sim)
- La Panthère borgne (1929, con lo pseudonimo Georges Sim)
- L'île des hommes roux (1929, con lo pseudonimo Georges Sim)
- En robe de mariée (1929, con lo pseudonimo Georges Sim)

Nicoletta e Dina ("Corriere della Sera", luglio 1929)
- La Femme en deuil (1929, con lo pseudonimo Georges Sim)
- Les Mémoires d'un prostitué par lui-meme (1929, con lo pseudonimo Georges Sim)
- Hélas! Je t'aime (1929, con lo pseudonimo Germain d'Antibes)
- La merveilleuse aventure (1929, con lo pseudonimo Jacques Dersonne)
- Celle qui revient (1929, con lo pseudonimo Jean Dorsage)
- L'Amour méconnu (1929, con lo pseudonimo Jean Dorsage)
- Les deux maitresses (1929, con lo pseudonimo Jean Dorsage)
- Une femme qui a tué (1929, con lo pseudonimo Jean du Perry)
- Cœur de poupée (1929, con lo pseudonimo Jean du Perry)
- L'Amour et l'argent (1929, con lo pseudonimo Jean du Perry)
- L'épave d'amour (1929, con lo pseudonimo Jean du Perry)
- Deux cœurs de femmes (1929, con lo pseudonimo Jean du Perry)
- La Fille de l'autre (1929, con lo pseudonimo Jean du Perry)
- Le Mirage de Paris (1929, con lo pseudonimo Jean du Perry)
- Un drôle de coco (1929, con lo pseudonimo Luc Dorsan)
- L'inconnue (1929, con lo pseudonimo Christian Brulls)

La sconosciuta ( "La tribuna illustrata", settembre 1931-febbraio 1932), La bella senza nome (Salani, 1933)
- Un drame au pôle Sud (1929, con lo pseudonimo Christian Brulls)
- Katia acrobate (1929, con lo pseudonimo Georges Sim)
- L'homme qui tremble (1929, con lo pseudonimo Georges Sim)
- Matricule 12 (1929, con lo pseudonimo Georges Sim)
- La police scientifique (1929, con lo pseudonimo J.K. Charles)
- Mémoires d'une prostitué (1929, con lo pseudonimo Jean Dorsage)
- La Femme ardente (1930, con lo pseudonimo Gaston Vialis)
- Lili-Sourire (1930, con lo pseudonimo Gaston Viallis)
- La Puissance du souvenir (1930, con lo pseudonimo Gaston Martin-Georges)
- Bobette, mannequin (1930, con lo pseudonimo Georges Martin-Georges)
- Le Bonheur de Lili (1930, con lo pseudonimo Gaston Martin-Georges)
- Un nid d'amour (1930, con lo pseudonimo Gaston Martin-Georges)
- La Femme 47 (1930, con lo pseudonimo Georges Sim)
- Folie d'un soir (1930, con lo pseudonimo Gaston Viallis)
- Mademoiselle Million (1930, con lo pseudonimo Georges Sim)

La signorina Milione ("Corriere della Sera", romanzo mensile, marzo 1934)
- L'Œuil de l'Utah (1930, con lo pseudonimo Georges Sim)

L'occhio dello Utah ("Corriere della Sera", romanzo mensile, ottobre 1929)
- Les épates du mensonge (1930, con lo pseudonimo Jacques Dersonne)
- Le Pêcheur de bouées (1930, con lo pseudonimo Georges Sim)
- Cœur de jeune fille (1930, con lo pseudonimo Jean Dorsage)
- Sœurette (1930, con lo pseudonimo Jean Dorsage)
- Petite exilée (1930, con lo pseudonimo Jean du Perry)
- La Porte close (1930, con lo pseudonimo Gaston Martin-Georges)
- La Poupée brisée (1930, con lo pseudonimo Jean du Perry)
- Celle qui passe (1930, con lo pseudonimo Jean du Perry)
- L'inconnue (1930, con lo pseudonimo Georges Sim)
- La Fiancée du diable (1930, con lo pseudonimo Georges Sim)
- Les Amants du malheur (1930, con lo pseudonimo Jean du Perry)
- Train de nuit (1930, con lo pseudonimo Christian Brulls), poi in Maigret entre en scène (1999)
- La Folle d'Itteville (1931, con foto di Germaine Krüll)

La pazza di Itteville (Adelphi, 2008 [senza foto])
- La Maison des disparus (1931, con lo pseudonimo Christian Brulls)
- La Maison de la haine (1931, con lo pseudonimo Christian Brulls)
- Pour venger son père (1931, con lo pseudonimo Christian Brulls)
- Âme de jeune fille (1931, con lo pseudonimo Gaston Viallis)
- La Double vie (1931, con lo pseudonimo Georges Martin-Georges)
- L'Homme de proie (1931, con lo pseudonimo Georges Sim)
- Les Errants (1931, con lo pseudonimo Georges Sim)
- Victime de son fils (1931, con lo pseudonimo Jacques Dersonne)
- Les Chercheurs de bonheur (1931, con lo pseudonimo Jean Dorsage)
- Marie-Mystère (1931, con lo pseudonimo Jean du Perry)
- Le Reve qui meurt (1931, con lo pseudonimo Jean du Perry)
- Pauvre amante! (1931, con lo pseudonimo Jean du Perry)
- Baisers mortels (1931, con lo pseudonimo Jacques Dersonne)
- L'homme à la cigarette (1931, con lo pseudonimo Georges Sim), poi in Maigret entre en scène (1999)
- Les Forçats de Paris (1932, con lo pseudonimo Christian Brulls)
- Fièvre (1932, con lo pseudonimo Christian Brulls)
- La jeune fille aux perles o La figurante (1932, con lo pseudonimo Christian Brulls)

La ragazza con le perle (Foà, 1934), poi in Maigret entre en scène (1999)
- L'épave (1932, con lo pseudonimo Georges Sim)
- La Maison de l'inquiétude (1932, con lo pseudonimo Georges Sim)

La casa dell'inquietudine ("Sette", 12 marzo-25 giugno 1998), poi in Maigret entre en scène (1999)
- Le Paris des bois sauvages (1933, con lo pseudonimo Georges Sim)
- L'île de la désolation (1933, con lo pseudonimo Christian Brulls)
- La Femme rousse (1933, con lo pseudonimo Georges Sim), poi in Maigret entre en scène (1999)
- Le Chateau des sables rouges (1933, con lo pseudonimo Georges Sim)
- L'évasion (1934, con lo pseudonimo Christian Brulls)

#### Racconti sparsi
- La nuit des sept minutes (1931)

La notte dei sette minuti (Mondadori, 1938)
- Le Grand Langoustier (1931)

La spiaggia d'argento ("L'illustrazione del popolo", 1939) e Tre donne scomparse (in L'uomo sospetto, 1953)
- L'énigme de la Marie-Galante (1931)

Il mistero della Maria Galante ("L'illustrazione del Popolo", 1938) e Cadavere a bordo (Mnodadori, 1946)
- La Nuit du Port Marie (1933)
- L'as de l'arrestation (1934)
- Les trois messieur du Consortium (1938)
- L'Homme qui mitraillait les rats (1938), "L'uomo che sparava ai topi" in La cattiva stella e altri racconti, Adelphi, 2019
- Le Policier d'Istanbul (1938)

Testa di turco (1958) e Il poliziotto di Istanbul (in Sosta a Panama, Mondadori, 1961), (in La linea del deserto e altri racconti, Adelphi, 2020)
- Un crime au Gabon (1938)

Omicidio legale (in Sosta a Panama, Mondadori, 1961), "Un delitto in Gabon" in La linea del deserto e altri racconti (Adelphi, 2020)
- L'escale de Buenaventura (1938)

Lo scalo di Buenaventura (1950), in La linea del deserto e altri racconti (Adelphi, 2020), in "Pena la morte e altri racconti" (Adelphi, 2022) e Noi siamo la legge (1958) e Sosta a Panama (Mondadori, 1961)
- La Tête de Joseph (1939), "La testa di Joseph" in La cattiva stella e altri racconti, Adelphi, 2019
- Little Samuel à Tahiti (1939), in La cattiva stella e altri racconti, Adelphi, 2019
- Les Mystères du Grand Saint-Georges (1939) in I misteri del Grand-Saint-Georges, (Adelphi, 2023)
- L'Enquête de Mademoiselle Doche (1939)

Il portagioie delle signore (1958), L'inchiesta di Mademoiselle Doche (Mondadori, 1961), "L'inchiesta della signorina Doche" in La linea del deserto e altri racconti (Adelphi, 2020)
- La ligne du désert (1939)

Quel poliziotto d'Egitto (1958) e Volo sul deserto (Mondadori, 1961), La linea del deserto e altri racconti (Adelphi, 2020)
- L'homme dans la rue (1939)

Quattro giorni sempre a piedi (1958) o Il delitto di Bagatelle (1967) o Il prigioniero della strada (in Minacce di morte, Adelphi, 2014)
- Vente à la bougie (1939)

Ricostruire un delitto (1959) o Vendita all'asta (1967) o Le lacrime di cera (in Rue Pigalle, Adelphi, 2012)
- La Révolte du Canari (1940)
- Le Mari de Mélie (1941)

Un marito disastroso ("Domenica del Corriere", luglio 1962)
- L'Aventurier au parapluie (1941)
- La Cabane à Flipke (1941)

Il capanno di Flipke ("Adelphiana", 2003)
- Menaces de mort (1942)

Minacce di morte (Adelphi, 2014)
- L'âge du roman (1943)

L'età del romanzo (Lucarini, 1990)
- Madame Quatre et ses enfants (1944)

La signora della camera 4 (Mondadori, 1958)
- Nicolas ou L'homme à barbe (1944)

L'uomo con la barba (in L'innamorato della signora Maigret, Mondadori, 1967)
- Le Deuil de Fonsine (1945)

Il lutto di Fonsine (in L'innamorato della signora Maigret, Mondadori, 1967)
- Un certain monsieur Berquin (1946)

A ciascuno la sua (1958), Un certo signor Berquin (Mondadori, 1966 e in "Pena la morte e altri racconti" , Adelphi, 2022)
- Les petits cochons sans queue (1946)

Stanotte ho da fare (1958) e I maialini senza coda (Mondadori, 1975 e in "Pena la morte e altri racconti" , Adelphi, 2022)
- Le petit restaurant des Ternes (1947)

Ristorante "Des Ternes" (Mondadori, 1957), "Il ristorantino di place des Ternes" in I misteri del Grand-Saint-Georges, (Adelphi, 2023)
- Le petit tailleur et le chapelier (1947)

Il piccolo sarto e il cappellaio (in I fantasmi del cappellaio, Adelphi, 1997) e in I misteri del Grand-Saint-Georges, (Adelphi, 2023)
- Le témoignage de l'enfant de chœur (1947)

Non sculacciate i chierichetti (1959) e La testimonianza del chierichetto (in La pipa di Maigret, Adelphi, 1966)
- Bénis soient les humbles (1949)

Benedetti gli umili (in I fantasmi del cappellaio, Adelphi, 1997)
- Sept petites croix dans un carnet (1950)

Sette croci in un'agenda (in Un Natale di Maigret, Mondadori, 1957); Sette piccole croci in un quaderno (1989); Sette crocette su un taccuino (2024), in La Cantante di Pigalle e altri racconti (2024)
- La chanteuse de Pigalle (in Trois nouvelles inédites, 1952), in La Cantante di Pigalle e altri racconti (2024)
- L'invalide à la tête de bois (in Trois nouvelles inédites, 1952), in La Cantante di Pigalle e altri racconti (2024)
- Le gros lot (in Trois nouvelles inédites, 1952), in La Cantante di Pigalle e altri racconti (2024)

## Filmografia
Le opere di Georges Simenon sono state largamente adattate al cinema e alla televisione, per un totale di circa 170 produzioni in tutto il mondo. Tra i numerosi film ricordiamo:
- La notte dell'incrocio (La Nuit du carrefour, Francia, 1932), scritto e diretto da Jean Renoir, con Pierre Renoir nel ruolo di Maigret
- Gioventù traviata (Les Inconnus dans la maison, Francia, 1942), scritto da Henri-Georges Clouzot e diretto da Henri Decoin
- Il viaggiatore d'Ognissanti (Le voyageur de la Toussaint, Francia, 1943) tratto dal romanzo Il viaggiatore del giorno dei Morti diretto da Louis Daquin con, tra gli altri attori, Assia Noris e Serge Reggiani.
- Panico (Panique, Francia, 1946), scritto e diretto da Julien Duvivier
- L'uomo della Torre Eiffel (The Man on the Eiffel Tower, USA, 1950), diretto da Burgess Meredith, con Charles Laughton nel ruolo di Maigret
- La vergine scaltra (La Marie du port, Francia, 1950), diretto da Marcel Carné
- Sangue alla testa (Italia, 1956), diretto da Gilles Grangier con Jean Gabin, Georgette Anys
- Il fondo della bottiglia (The Bottom of the Bottle, USA, 1956), diretto da Henry Hathaway
- Il commissario Maigret (Maigret tend un piège, Francia, 1958), scritto e diretto da Jean Delannoy, con Jean Gabin nel ruolo di Maigret
- La ragazza del peccato (En cas de malheur, Francia, 1958), diretto da Claude Autant-Lara, con Brigitte Bardot
- Maigret e il caso Saint-Fiacre (Maigret et l'affaire Saint-Fiacre, Francia, 1959), scritto e diretto da Jean Delannoy, con Jean Gabin nel ruolo di Maigret
- Chi ha ucciso Bella Shermann? (La Mort de Belle, 1961), diretto da Édouard Molinaro
- Il presidente (Le President, Francia, 1961), diretto da Henri Verneuil, con Jean Gabin nel ruolo del Presidente
- Letto, fortuna e femmine (Le Bateau d'Émile, Francia, 1962), diretto da Denys de La Patellière
- Lo sciacallo (L'Aîné des Ferchaux, Francia, 1963), scritto e diretto da Jean-Pierre Melville, con Jean-Paul Belmondo
- Maigret e i gangsters (Maigret voit rouge, Francia, 1963), diretto da Gilles Grangier, con Jean Gabin nel ruolo di Maigret
- Tre camere a Manhattan (Trois chambres à Manhattan, Francia, 1963), diretto da Marcel Carné
- Uno sconosciuto in casa (Cop-Out, Regno Unito, 1967), scritto e diretto da Pierre Rouve, con James Mason e Geraldine Chaplin
- Maigret a Pigalle (Italia, Francia, 1967), diretto da Mario Landi, con Gino Cervi nel ruolo di Maigret
- Le chat - L'implacabile uomo di Saint Germain (Francia, 1971), scritto e diretto da Pierre Granier-Deferre
- L'evaso (La Veuve Couderc, Francia, 1971), scritto e diretto da Pierre Granier-Deferre
- L'orologiaio di Saint-Paul (L'Horloger de Saint-Paul, Francia, 1974), scritto e diretto da Bertrand Tavernier con Philippe Noiret
- I fantasmi del cappellaio (Les Fantômes du chapelier, Francia, 1982), scritto e diretto da Claude Chabrol
- L'Étoile du nord (Francia, 1982), scritto e diretto da Pierre Granier-Deferre, con Simone Signoret
- Equator - L'amante sconosciuta (Équateur, Francia, 1983), scritto e diretto da Serge Gainsbourg
- L'insolito caso di Mr. Hire  (Monsieur Hire, Francia, 1989), scritto e diretto da Patrice Leconte
- Betty (Francia, 1992), scritto e diretto da Claude Chabrol, con Marie Trintignant
- Luci nella notte (Feux rouges, 2004), diretto da Cédric Kahn
- L'uomo di Londra (A londoni férfi, Ungheria, 2007), diretto da Béla Tarr
- La camera azzurra (La chambre bleue, 2014), diretto da Mathieu Amalric
- Maigret, diretto da Patrice Leconte (2022)
- Le persiane verdi (Les Volets Verts, 2022), diretto da Jean Becker

## Simenon in numeri
- Numero di romanzi e scritti brevi: circa 450
- Inchieste del Commissario Maigret: 107[25] (in 75 romanzi e 28 racconti[26])
- Pagine: 26.688 in 27 volumi[27]
- Romanzi psicologici: 117
- Articoli e reportage: quasi 3.000
- Pseudonimi accertati: 37[28]
- Tradotto in 58 lingue[29]
- Pubblicato in 44 nazioni
- Oltre 700 milioni di libri venduti
- Film basati sui suoi scritti: circa 50. Tenendo conto degli sceneggiati televisivi e radiofonici in varie nazioni del mondo, tra cui l'Italia dove Gino Cervi interpretava Maigret, si raggiunge un totale di quasi 200 film.